# Sedition and Alchemy: A Biography of John Cale
Sedition and Alchemy: A Biography of John Cale je biografická kniha věnovaná velšskému hudebníkovi a hudebnímu skladateli Johnu Caleovi. Jejím autorem je Tim Mitchell a graficky ji upravil Dave McKean, který rovněž graficky zpracoval i Caleovu autobiografii What's Welsh for Zen z roku 1999. Vedle standardní verze knihy vyšla v omezeném počtu pětiset výtisků i její speciální edice, která byla doplněná o CD s Caleovou dříve nevydanou písní „Imitating Violin“. Kniha byla napsána s plnou pomocí Johna Calea a různých hudebníků z jeho dlouholeté kariéry. Kniha je rovněž první publikací, ve které byla sepsána kompletní Caleova diskografie. Předmluvu ke knize napsal velšský zpěvák Gruff Rhys ze skupiny Super Furry Animals.